# Magusa oenops
Magusa oenops là một loài bướm đêm trong họ Noctuidae.